# Konstantin Tieriechow
Konstantin Pawłowicz Tieriechow (ros. Константин Павлович Терехов, ukr. Костянтин Павлович Терехов, ur. 1917 w miejscowości Ałmaznaja  w guberni jekaterynosławskiej, zm. ?) – radziecki działacz partyjny i państwowy.

## Życiorys
Od 1939 był sekretarzem rejonowego komitetu i potem Komitetu Miejskiego Komsomołu Ukrainy, w latach 1941–1946 służył w Armii Czerwonej, od 1943 należał do WKP(b), po demobilizacji był funkcjonariuszem partyjnym w obwodzie woroszyłowgradzkim (obecnie obwód ługański). Ukończył Wyższą Szkołę Partyjną przy KC KPU, w 1954 był II sekretarzem, a w latach 1954–1956 I sekretarzem Swierdłowskiego Rejonowego Komitetu KPU w obwodzie woroszyłowgradzkim, następnie w latach 1956–1963 inspektorem KC KPU. Od stycznia 1963 do grudnia 1964 był I sekretarzem Żytomierskiego Przemysłowego Komitetu Obwodowego KPU, od grudnia 1964 do 13 maja 1968 II sekretarzem Żytomierskiego Komitetu Obwodowego KPU, od 13 maja 1968 do 23 maja 1978 I sekretarzem Żytomierskiego Komitetu Obwodowego KPU, a od 20 marca 1971 do 10 lutego 1981 członkiem KC KPU. Był deputowanym do Rady Najwyższej ZSRR 7. kadencji.